# Heteromyias
Heteromyias är ett litet fågelsläkte i familjen sydhakar inom ordningen tättingar. IOC inkluderar tre arter i släktet som förekommer på Nya Guinea och i norra Australien:
- Asksydhake (H. albispecularis)
- Svartkronad sydhake (H. armiti)
- Gråkronad sydhake (H. cinereifrons)

Clements m.fl. inkluderar även arten svarthakad sydhake (Poecilodryas brachyura) i släktet.